# Tour de l'Avenir 2019
Le Tour de l'Avenir 2019 est la 56e édition du Tour de l'Avenir, une compétition cycliste sur route ouverte aux coureurs espoirs de moins de 23 ans. La course a lieu du 15 au 25 août 2019 entre Marmande et Le Corbier sur un parcours total de 1071,5 kilomètres. 
Le Tour, qui comporte neuf étapes en ligne et un contre-la-montre, est une manche de l'UCI Europe Tour 2019 et de la Coupe des Nations espoirs.

## Présentation

### Équipes
| Équipes nationales (23)- Colombie espoirs - France espoirs - Allemagne espoirs - Australie espoirs - Autriche espoirs - Belgique espoirs - Biélorussie espoirs - Canada espoirs - Danemark espoirs - Équateur espoirs - Érythrée espoirs - Espagne espoirs - États-Unis espoirs - Grande-Bretagne espoirs - Hongrie espoirs - Italie espoirs - Luxembourg espoirs - Norvège espoirs - Pays-Bas espoirs - Portugal espoirs - Russie espoirs - Slovénie espoirs - Suisse espoirs Équipe amateur- Auvergne-Rhône-Alpes espoirs Équipe régionale et de club- Centre mondial du cyclisme Unknown team category- zone de défense et de sécurité Sud-Ouest |
| |

## Étapes
| Étape     | Date    | Villes étapes                             | type                         | Distance (km) | Vainqueur d'étape | Leader du classement général |
| --------- | ------- | ----------------------------------------- | ---------------------------- | ------------- | ----------------- | ---------------------------- |
| 1re étape | 15 août | Marmande – Marmande                       | étape de plaine              | 134,3         | Mathias Norsgaard | Mathias Norsgaard            |
| 2e étape  | 16 août | Eymet – Bergerac                          | contre-la-montre par équipes | 32,5          | Suisse espoirs    | Mathias Norsgaard            |
| 3e étape  | 17 août | Montignac – Mauriac                       | étape de moyenne montagne    | 169,6         | Ethan Hayter      | Tobias Foss                  |
| 4e étape  | 18 août | Mauriac – Espalion                        | étape de moyenne montagne    | 163,7         | Fred Wright       | Simon Guglielmi              |
| 5e étape  | 19 août | Espalion – Saint-Julien-Chapteuil         | étape de moyenne montagne    | 162,8         | Ben Healy         | Simon Guglielmi              |
| 6e étape  | 20 août | Saint-Julien-Chapteuil – Privas           | étape de moyenne montagne    | 125,4         | Stefan Bissegger  | Giovanni Aleotti             |
|           | 21 août | Jour de repos                             | Jour de repos                |               |                   |                              |
| 7e étape  | 22 août | Grésy-sur-Isère – La Giettaz              | étape de moyenne montagne    | 106,4         | Harold Tejada     | Mauri Vansevenant            |
| 8e étape  | 23 août | Brides-les-Bains – Méribel                | étape de montagne            | 23,4          | Alexander Evans   | Tobias Foss                  |
| 9e étape  | 24 août | Villaroger – Tignes                       | étape de montagne            | 74,3          | Attila Valter     | Tobias Foss                  |
| 10e étape | 25 août | Saint-Colomban-des-Villards – La Corbière | étape de montagne            | 79,1          | Alexander Cepeda  | Tobias Foss                  |

## Déroulement de la course

### 1reétape
| \| Classement de l'étape \| Classement de l'étape \| Classement de l'étape \| Classement de l'étape \| Classement de l'étape \| \| Coureur \| Coureur \| Pays \| Équipe \| Temps \| \| --------------------- \| --------------------- \| --------------------- \| ----------------------- \| --------------------- \| \| 1er \| Mathias Norsgaard \| Danemark \| Danemark espoirs \| 2 h 58 min 49 s \| \| 2e \| Ethan Hayter \| Royaume-Uni \| Grande-Bretagne espoirs \| + 52 s \| \| 3e \| Tom Pidcock \| Royaume-Uni \| Grande-Bretagne espoirs \| + 52 s \| \| 4e \| Niklas Märkl \| Allemagne \| Allemagne espoirs \| + 52 s \| \| 5e \| Stefan Bissegger \| Suisse \| Suisse espoirs \| + 52 s \| \| 6e \| Nils Eekhoff \| Pays-Bas \| Pays-Bas espoirs \| + 52 s \| \| 7e \| Kaden Groves \| Australie \| Australie espoirs \| + 52 s \| \| 8e \| Michael Hernandez \| États-Unis \| États-Unis espoirs \| + 52 s \| \| 9e \| Torjus Sleen \| Norvège \| Norvège espoirs \| + 52 s \| \| 10e \| Tobias Bayer \| Autriche \| Autriche espoirs \| + 52 s \| |                   |             |                         |                 |
| |                   |             |                         |                 |
| |                   |             |                         |                 |
| Classement de l'étape |                   |             |                         |                 |
| Coureur | Coureur           | Pays        | Équipe                  | Temps           |
| 1er | Mathias Norsgaard | Danemark    | Danemark espoirs        | 2 h 58 min 49 s |
| 2e | Ethan Hayter      | Royaume-Uni | Grande-Bretagne espoirs | + 52 s          |
| 3e | Tom Pidcock       | Royaume-Uni | Grande-Bretagne espoirs | + 52 s          |
| 4e | Niklas Märkl      | Allemagne   | Allemagne espoirs       | + 52 s          |
| 5e | Stefan Bissegger  | Suisse      | Suisse espoirs          | + 52 s          |
| 6e | Nils Eekhoff      | Pays-Bas    | Pays-Bas espoirs        | + 52 s          |
| 7e | Kaden Groves      | Australie   | Australie espoirs       | + 52 s          |
| 8e | Michael Hernandez | États-Unis  | États-Unis espoirs      | + 52 s          |
| 9e | Torjus Sleen      | Norvège     | Norvège espoirs         | + 52 s          |
| 10e | Tobias Bayer      | Autriche    | Autriche espoirs        | + 52 s          |

| \| Classement général \| Classement général \| Classement général \| Classement général \| Classement général \| \| Coureur \| Coureur \| Pays \| Équipe \| Temps \| \| ------------------ \| ------------------ \| ------------------ \| ----------------------- \| ------------------ \| \| 1er \| Mathias Norsgaard \| Danemark \| Danemark espoirs \| 2 h 58 min 49 s \| \| 2e \| Ethan Hayter \| Royaume-Uni \| Grande-Bretagne espoirs \| + 52 s \| \| 3e \| Tom Pidcock \| Royaume-Uni \| Grande-Bretagne espoirs \| + 52 s \| \| 4e \| Niklas Märkl \| Allemagne \| Allemagne espoirs \| + 52 s \| \| 5e \| Stefan Bissegger \| Suisse \| Suisse espoirs \| + 52 s \| \| 6e \| Nils Eekhoff \| Pays-Bas \| Pays-Bas espoirs \| + 52 s \| \| 7e \| Kaden Groves \| Australie \| Australie espoirs \| + 52 s \| \| 8e \| Michael Hernandez \| États-Unis \| États-Unis espoirs \| + 52 s \| \| 9e \| Torjus Sleen \| Norvège \| Norvège espoirs \| + 52 s \| \| 10e \| Tobias Bayer \| Autriche \| Autriche espoirs \| + 52 s \| |                   |             |                         |                 |
| |                   |             |                         |                 |
| |                   |             |                         |                 |
| Classement général |                   |             |                         |                 |
| Coureur | Coureur           | Pays        | Équipe                  | Temps           |
| 1er | Mathias Norsgaard | Danemark    | Danemark espoirs        | 2 h 58 min 49 s |
| 2e | Ethan Hayter      | Royaume-Uni | Grande-Bretagne espoirs | + 52 s          |
| 3e | Tom Pidcock       | Royaume-Uni | Grande-Bretagne espoirs | + 52 s          |
| 4e | Niklas Märkl      | Allemagne   | Allemagne espoirs       | + 52 s          |
| 5e | Stefan Bissegger  | Suisse      | Suisse espoirs          | + 52 s          |
| 6e | Nils Eekhoff      | Pays-Bas    | Pays-Bas espoirs        | + 52 s          |
| 7e | Kaden Groves      | Australie   | Australie espoirs       | + 52 s          |
| 8e | Michael Hernandez | États-Unis  | États-Unis espoirs      | + 52 s          |
| 9e | Torjus Sleen      | Norvège     | Norvège espoirs         | + 52 s          |
| 10e | Tobias Bayer      | Autriche    | Autriche espoirs        | + 52 s          |

### 2eétape
| \| Classement de l'étape \| Classement de l'étape \| Classement de l'étape \| Classement de l'étape \| Classement de l'étape \| Classement de l'étape \| \| Équipe \| Équipe \| Pays \| Temps \| Écart de temps \| Vitesse moy. \| \| --------------------- \| ----------------------- \| --------------------- \| --------------------- \| --------------------- \| --------------------- \| \| 1re \| Suisse espoirs \| Suisse \| 38 min 06 s \| + 0 s \| 50.551 km/h \| \| 2e \| Norvège espoirs \| Norvège \| 38 min 34 s \| + 28 s \| 49.939 km/h \| \| 3e \| Danemark espoirs \| Danemark \| 38 min 53 s \| + 47 s \| 49.533 km/h \| \| 4e \| Italie espoirs \| Italie \| 38 min 58 s \| 52 s \| 49.427 km/h \| \| 5e \| Grande-Bretagne espoirs \| Royaume-Uni \| 39 min 00 s \| + 54 s \| 49.385 km/h \| \| 6e \| Pays-Bas espoirs \| Pays-Bas \| 39 min 02 s \| + 56 s \| 49.342 km/h \| \| 7e \| France espoirs \| France \| 39 min 12 s \| + 1 min 06 s \| 49.133 km/h \| \| 8e \| Australie espoirs \| Australie \| 39 min 29 s \| + 1 min 23 s \| 48.780 km/h \| \| 9e \| Allemagne espoirs \| Allemagne \| 39 min 33 s \| + 1 min 27 s \| 48.698 km/h \| \| 10e \| Belgique espoirs \| Belgique \| 39 min 36 s \| + 1 min 30 s \| 48.636 km/h \| |                         |             |             |                |              |
| |                         |             |             |                |              |
| |                         |             |             |                |              |
| Classement de l'étape |                         |             |             |                |              |
| Équipe | Équipe                  | Pays        | Temps       | Écart de temps | Vitesse moy. |
| 1re | Suisse espoirs          | Suisse      | 38 min 06 s | + 0 s          | 50.551 km/h  |
| 2e | Norvège espoirs         | Norvège     | 38 min 34 s | + 28 s         | 49.939 km/h  |
| 3e | Danemark espoirs        | Danemark    | 38 min 53 s | + 47 s         | 49.533 km/h  |
| 4e | Italie espoirs          | Italie      | 38 min 58 s | 52 s           | 49.427 km/h  |
| 5e | Grande-Bretagne espoirs | Royaume-Uni | 39 min 00 s | + 54 s         | 49.385 km/h  |
| 6e | Pays-Bas espoirs        | Pays-Bas    | 39 min 02 s | + 56 s         | 49.342 km/h  |
| 7e | France espoirs          | France      | 39 min 12 s | + 1 min 06 s   | 49.133 km/h  |
| 8e | Australie espoirs       | Australie   | 39 min 29 s | + 1 min 23 s   | 48.780 km/h  |
| 9e | Allemagne espoirs       | Allemagne   | 39 min 33 s | + 1 min 27 s   | 48.698 km/h  |
| 10e | Belgique espoirs        | Belgique    | 39 min 36 s | + 1 min 30 s   | 48.636 km/h  |

| \| Classement général \| Classement général \| Classement général \| Classement général \| Classement général \| \| Coureur \| Coureur \| Pays \| Équipe \| Temps \| \| ------------------ \| ------------------ \| ------------------ \| ------------------ \| ------------------ \| \| 1er \| Mathias Norsgaard \| Danemark \| Danemark espoirs \| 3 h 37 min 42 s \| \| 2e \| Stefan Bissegger \| Suisse \| Suisse espoirs \| + 5 s \| \| 3e \| Damian Lüscher \| Suisse \| Suisse espoirs \| + 5 s \| \| 4e \| Joël Suter \| Suisse \| Suisse espoirs \| + 5 s \| \| 5e \| Robin Froidevaux \| Suisse \| Suisse espoirs \| + 5 s \| \| 6e \| Torjus Sleen \| Norvège \| Norvège espoirs \| + 33 s \| \| 7e \| Tobias Foss \| Norvège \| Norvège espoirs \| + 33 s \| \| 8e \| Idar Andersen \| Norvège \| Norvège espoirs \| + 33 s \| \| 9e \| Søren Wærenskjold \| Norvège \| Norvège espoirs \| + 33 s \| \| 10e \| Morten Hulgaard \| Danemark \| Danemark espoirs \| + 52 s \| |                   |          |                  |                 |
| |                   |          |                  |                 |
| |                   |          |                  |                 |
| Classement général |                   |          |                  |                 |
| Coureur | Coureur           | Pays     | Équipe           | Temps           |
| 1er | Mathias Norsgaard | Danemark | Danemark espoirs | 3 h 37 min 42 s |
| 2e | Stefan Bissegger  | Suisse   | Suisse espoirs   | + 5 s           |
| 3e | Damian Lüscher    | Suisse   | Suisse espoirs   | + 5 s           |
| 4e | Joël Suter        | Suisse   | Suisse espoirs   | + 5 s           |
| 5e | Robin Froidevaux  | Suisse   | Suisse espoirs   | + 5 s           |
| 6e | Torjus Sleen      | Norvège  | Norvège espoirs  | + 33 s          |
| 7e | Tobias Foss       | Norvège  | Norvège espoirs  | + 33 s          |
| 8e | Idar Andersen     | Norvège  | Norvège espoirs  | + 33 s          |
| 9e | Søren Wærenskjold | Norvège  | Norvège espoirs  | + 33 s          |
| 10e | Morten Hulgaard   | Danemark | Danemark espoirs | + 52 s          |

### 3eétape
| \| Classement de l'étape \| Classement de l'étape \| Classement de l'étape \| Classement de l'étape \| Classement de l'étape \| \| Coureur \| Coureur \| Pays \| Équipe \| Temps \| \| --------------------- \| --------------------- \| --------------------- \| ----------------------- \| --------------------- \| \| 1er \| Ethan Hayter \| Royaume-Uni \| Grande-Bretagne espoirs \| 4 h 02 min 40 s \| \| 2e \| Tom Pidcock \| Royaume-Uni \| Grande-Bretagne espoirs \| + 0 s \| \| 3e \| Stefano Oldani \| Italie \| Italie espoirs \| + 0 s \| \| 4e \| Harold Tejada \| Colombie \| Colombie espoirs \| + 0 s \| \| 5e \| Tobias Foss \| Norvège \| Norvège espoirs \| + 0 s \| \| 6e \| Samuele Battistella \| Italie \| Italie espoirs \| + 0 s \| \| 7e \| Urko Berrade \| Espagne \| Espagne espoirs \| + 0 s \| \| 8e \| Attila Valter \| Hongrie \| Hongrie \| + 0 s \| \| 9e \| Clément Champoussin \| France \| France espoirs \| + 0 s \| \| 10e \| Ilan Van Wilder \| Belgique \| Belgique espoirs \| + 0 s \| |                     |             |                         |                 |
| |                     |             |                         |                 |
| |                     |             |                         |                 |
| Classement de l'étape |                     |             |                         |                 |
| Coureur | Coureur             | Pays        | Équipe                  | Temps           |
| 1er | Ethan Hayter        | Royaume-Uni | Grande-Bretagne espoirs | 4 h 02 min 40 s |
| 2e | Tom Pidcock         | Royaume-Uni | Grande-Bretagne espoirs | + 0 s           |
| 3e | Stefano Oldani      | Italie      | Italie espoirs          | + 0 s           |
| 4e | Harold Tejada       | Colombie    | Colombie espoirs        | + 0 s           |
| 5e | Tobias Foss         | Norvège     | Norvège espoirs         | + 0 s           |
| 6e | Samuele Battistella | Italie      | Italie espoirs          | + 0 s           |
| 7e | Urko Berrade        | Espagne     | Espagne espoirs         | + 0 s           |
| 8e | Attila Valter       | Hongrie     | Hongrie                 | + 0 s           |
| 9e | Clément Champoussin | France      | France espoirs          | + 0 s           |
| 10e | Ilan Van Wilder     | Belgique    | Belgique espoirs        | + 0 s           |

| \| Classement général \| Classement général \| Classement général \| Classement général \| Classement général \| \| Coureur \| Coureur \| Pays \| Équipe \| Temps \| \| ------------------ \| ------------------- \| ------------------ \| ----------------------- \| ------------------ \| \| 1er \| Tobias Foss \| Norvège \| Norvège espoirs \| + 7 h 40 min 55 s \| \| 2e \| Torjus Sleen \| Norvège \| Norvège espoirs \| + 0 s \| \| 3e \| Damian Lüscher \| Suisse \| Suisse espoirs \| + 0 s \| \| 4e \| Stefano Oldani \| Italie \| Italie espoirs \| + 24 s \| \| 5e \| Samuele Battistella \| Italie \| Italie espoirs \| + 24 s \| \| 6e \| Andrea Bagioli \| Italie \| Italie espoirs \| + 24 s \| \| 7e \| Ethan Hayter \| Royaume-Uni \| Grande-Bretagne espoirs \| + 26 s \| \| 8e \| Tom Pidcock \| Royaume-Uni \| Grande-Bretagne espoirs \| + 26 s \| \| 9e \| Stefan Bissegger \| Suisse \| Suisse espoirs \| + 32 s \| \| 10e \| Clément Champoussin \| France \| France espoirs \| + 38 s \| |                     |             |                         |                   |
| |                     |             |                         |                   |
| |                     |             |                         |                   |
| Classement général |                     |             |                         |                   |
| Coureur | Coureur             | Pays        | Équipe                  | Temps             |
| 1er | Tobias Foss         | Norvège     | Norvège espoirs         | + 7 h 40 min 55 s |
| 2e | Torjus Sleen        | Norvège     | Norvège espoirs         | + 0 s             |
| 3e | Damian Lüscher      | Suisse      | Suisse espoirs          | + 0 s             |
| 4e | Stefano Oldani      | Italie      | Italie espoirs          | + 24 s            |
| 5e | Samuele Battistella | Italie      | Italie espoirs          | + 24 s            |
| 6e | Andrea Bagioli      | Italie      | Italie espoirs          | + 24 s            |
| 7e | Ethan Hayter        | Royaume-Uni | Grande-Bretagne espoirs | + 26 s            |
| 8e | Tom Pidcock         | Royaume-Uni | Grande-Bretagne espoirs | + 26 s            |
| 9e | Stefan Bissegger    | Suisse      | Suisse espoirs          | + 32 s            |
| 10e | Clément Champoussin | France      | France espoirs          | + 38 s            |

### 4eétape
| \| Classement de l'étape \| Classement de l'étape \| Classement de l'étape \| Classement de l'étape \| Classement de l'étape \| \| Coureur \| Coureur \| Pays \| Équipe \| Temps \| \| --------------------- \| --------------------- \| --------------------- \| ----------------------- \| --------------------- \| \| 1er \| Fred Wright \| Royaume-Uni \| Grande-Bretagne espoirs \| 3 h 54 min 44 s \| \| 2e \| Joël Suter \| Suisse \| Suisse espoirs \| + 0 s \| \| 3e \| Søren Wærenskjold \| Norvège \| Norvège espoirs \| + 0 s \| \| 4e \| Simon Guglielmi \| France \| France espoirs \| + 0 s \| \| 5e \| Patrick Gamper \| Autriche \| Autriche espoirs \| + 0 s \| \| 6e \| Giovanni Aleotti \| Italie \| Italie espoirs \| + 0 s \| \| 7e \| Patrick Haller \| Allemagne \| Allemagne espoirs \| + 0 s \| \| 8e \| Miguel Heidemann \| Allemagne \| Allemagne espoirs \| + 14 s \| \| 9e \| Jim Brown \| Royaume-Uni \| Grande-Bretagne espoirs \| + 2 min 05 s \| \| 10e \| Tilen Finkšt \| Slovénie \| Slovénie espoirs \| + 2 min 05 s \| |                   |             |                         |                 |
| |                   |             |                         |                 |
| |                   |             |                         |                 |
| Classement de l'étape |                   |             |                         |                 |
| Coureur | Coureur           | Pays        | Équipe                  | Temps           |
| 1er | Fred Wright       | Royaume-Uni | Grande-Bretagne espoirs | 3 h 54 min 44 s |
| 2e | Joël Suter        | Suisse      | Suisse espoirs          | + 0 s           |
| 3e | Søren Wærenskjold | Norvège     | Norvège espoirs         | + 0 s           |
| 4e | Simon Guglielmi   | France      | France espoirs          | + 0 s           |
| 5e | Patrick Gamper    | Autriche    | Autriche espoirs        | + 0 s           |
| 6e | Giovanni Aleotti  | Italie      | Italie espoirs          | + 0 s           |
| 7e | Patrick Haller    | Allemagne   | Allemagne espoirs       | + 0 s           |
| 8e | Miguel Heidemann  | Allemagne   | Allemagne espoirs       | + 14 s          |
| 9e | Jim Brown         | Royaume-Uni | Grande-Bretagne espoirs | + 2 min 05 s    |
| 10e | Tilen Finkšt      | Slovénie    | Slovénie espoirs        | + 2 min 05 s    |

| \| Classement général \| Classement général \| Classement général \| Classement général \| Classement général \| \| Coureur \| Coureur \| Pays \| Équipe \| Temps \| \| ------------------ \| ------------------- \| ------------------ \| ----------------------- \| ------------------ \| \| 1er \| Simon Guglielmi \| France \| France espoirs \| 11 h 37 min 02 s \| \| 2e \| Giovanni Aleotti \| Italie \| Italie espoirs \| + 1 s \| \| 3e \| Tobias Foss \| Norvège \| Norvège espoirs \| + 42 s \| \| 4e \| Torjus Sleen \| Norvège \| Norvège espoirs \| + 42 s \| \| 5e \| Damian Lüscher \| Suisse \| Suisse espoirs \| + 42 s \| \| 6e \| Samuele Battistella \| Italie \| Italie espoirs \| + 1 min 06 s \| \| 7e \| Andrea Bagioli \| Italie \| Italie espoirs \| + 1 min 06 s \| \| 8e \| Stefano Oldani \| Italie \| Italie espoirs \| + 1 min 06 s \| \| 9e \| Tom Pidcock \| Royaume-Uni \| Grande-Bretagne espoirs \| + 1 min 08 s \| \| 10e \| Stefan Bissegger \| Suisse \| Suisse espoirs \| + 1 min 14 s \| |                     |             |                         |                  |
| |                     |             |                         |                  |
| |                     |             |                         |                  |
| Classement général |                     |             |                         |                  |
| Coureur | Coureur             | Pays        | Équipe                  | Temps            |
| 1er | Simon Guglielmi     | France      | France espoirs          | 11 h 37 min 02 s |
| 2e | Giovanni Aleotti    | Italie      | Italie espoirs          | + 1 s            |
| 3e | Tobias Foss         | Norvège     | Norvège espoirs         | + 42 s           |
| 4e | Torjus Sleen        | Norvège     | Norvège espoirs         | + 42 s           |
| 5e | Damian Lüscher      | Suisse      | Suisse espoirs          | + 42 s           |
| 6e | Samuele Battistella | Italie      | Italie espoirs          | + 1 min 06 s     |
| 7e | Andrea Bagioli      | Italie      | Italie espoirs          | + 1 min 06 s     |
| 8e | Stefano Oldani      | Italie      | Italie espoirs          | + 1 min 06 s     |
| 9e | Tom Pidcock         | Royaume-Uni | Grande-Bretagne espoirs | + 1 min 08 s     |
| 10e | Stefan Bissegger    | Suisse      | Suisse espoirs          | + 1 min 14 s     |

### 5eétape
| \| Classement de l'étape \| Classement de l'étape \| Classement de l'étape \| Classement de l'étape \| Classement de l'étape \| \| Coureur \| Coureur \| Pays \| Équipe \| Temps \| \| --------------------- \| --------------------- \| --------------------- \| -------------------------- \| --------------------- \| \| 1er \| Ben Healy \| Irlande \| Centre mondial du cyclisme \| 4 h 03 min 26 s \| \| 2e \| Morten Hulgaard \| Danemark \| Danemark espoirs \| + 2 s \| \| 3e \| Matteo Jorgenson \| États-Unis \| États-Unis espoirs \| + 5 s \| \| 4e \| Tom Pidcock \| Royaume-Uni \| Grande-Bretagne espoirs \| + 1 min 31 s \| \| 5e \| Stefano Oldani \| Italie \| Italie espoirs \| + 1 min 31 s \| \| 6e \| Tobias Foss \| Norvège \| Norvège espoirs \| + 1 min 31 s \| \| 7e \| Stefan Bissegger \| Suisse \| Suisse espoirs \| + 1 min 31 s \| \| 8e \| Tilen Finkšt \| Slovénie \| Slovénie espoirs \| + 1 min 32 s \| \| 9e \| Patrick Haller \| Allemagne \| Allemagne espoirs \| + 1 min 32 s \| \| 10e \| Mathieu Burgaudeau \| France \| France espoirs \| + 1 min 32 s \| |                    |             |                            |                 |
| |                    |             |                            |                 |
| |                    |             |                            |                 |
| Classement de l'étape |                    |             |                            |                 |
| Coureur | Coureur            | Pays        | Équipe                     | Temps           |
| 1er | Ben Healy          | Irlande     | Centre mondial du cyclisme | 4 h 03 min 26 s |
| 2e | Morten Hulgaard    | Danemark    | Danemark espoirs           | + 2 s           |
| 3e | Matteo Jorgenson   | États-Unis  | États-Unis espoirs         | + 5 s           |
| 4e | Tom Pidcock        | Royaume-Uni | Grande-Bretagne espoirs    | + 1 min 31 s    |
| 5e | Stefano Oldani     | Italie      | Italie espoirs             | + 1 min 31 s    |
| 6e | Tobias Foss        | Norvège     | Norvège espoirs            | + 1 min 31 s    |
| 7e | Stefan Bissegger   | Suisse      | Suisse espoirs             | + 1 min 31 s    |
| 8e | Tilen Finkšt       | Slovénie    | Slovénie espoirs           | + 1 min 32 s    |
| 9e | Patrick Haller     | Allemagne   | Allemagne espoirs          | + 1 min 32 s    |
| 10e | Mathieu Burgaudeau | France      | France espoirs             | + 1 min 32 s    |

| \| Classement général \| Classement général \| Classement général \| Classement général \| Classement général \| \| Coureur \| Coureur \| Pays \| Équipe \| Temps \| \| ------------------ \| ------------------- \| ------------------ \| ----------------------- \| ------------------ \| \| 1er \| Simon Guglielmi \| France \| France espoirs \| 15 h 42 min 00 s \| \| 2e \| Giovanni Aleotti \| Italie \| Italie espoirs \| + 1 s \| \| 3e \| Tobias Foss \| Norvège \| Norvège espoirs \| + 41 s \| \| 4e \| Torjus Sleen \| Norvège \| Norvège espoirs \| + 42 s \| \| 5e \| Damian Lüscher \| Suisse \| Suisse espoirs \| + 42 s \| \| 6e \| Stefano Oldani \| Italie \| Italie espoirs \| + 1 min 05 s \| \| 7e \| Samuele Battistella \| Italie \| Italie espoirs \| + 1 min 06 s \| \| 8e \| Andrea Bagioli \| Italie \| Italie espoirs \| + 1 min 06 s \| \| 9e \| Tom Pidcock \| Royaume-Uni \| Grande-Bretagne espoirs \| + 1 min 07 s \| \| 10e \| Stefan Bissegger \| Suisse \| Suisse espoirs \| + 1 min 13 s \| |                     |             |                         |                  |
| |                     |             |                         |                  |
| |                     |             |                         |                  |
| Classement général |                     |             |                         |                  |
| Coureur | Coureur             | Pays        | Équipe                  | Temps            |
| 1er | Simon Guglielmi     | France      | France espoirs          | 15 h 42 min 00 s |
| 2e | Giovanni Aleotti    | Italie      | Italie espoirs          | + 1 s            |
| 3e | Tobias Foss         | Norvège     | Norvège espoirs         | + 41 s           |
| 4e | Torjus Sleen        | Norvège     | Norvège espoirs         | + 42 s           |
| 5e | Damian Lüscher      | Suisse      | Suisse espoirs          | + 42 s           |
| 6e | Stefano Oldani      | Italie      | Italie espoirs          | + 1 min 05 s     |
| 7e | Samuele Battistella | Italie      | Italie espoirs          | + 1 min 06 s     |
| 8e | Andrea Bagioli      | Italie      | Italie espoirs          | + 1 min 06 s     |
| 9e | Tom Pidcock         | Royaume-Uni | Grande-Bretagne espoirs | + 1 min 07 s     |
| 10e | Stefan Bissegger    | Suisse      | Suisse espoirs          | + 1 min 13 s     |

### 6eétape
| \| Classement de l'étape \| Classement de l'étape \| Classement de l'étape \| Classement de l'étape \| Classement de l'étape \| \| Coureur \| Coureur \| Pays \| Équipe \| Temps \| \| --------------------- \| --------------------- \| --------------------- \| --------------------- \| --------------------- \| \| 1er \| Stefan Bissegger \| Suisse \| Suisse espoirs \| 2 h 55 min 47 s \| \| 2e \| Kaden Groves \| Australie \| Australie espoirs \| + 0 s \| \| 3e \| Matteo Jorgenson \| États-Unis \| États-Unis espoirs \| + 1 s \| \| 4e \| Tobias Bayer \| Autriche \| Autriche espoirs \| + 1 s \| \| 5e \| Jonas Rutsch \| Allemagne \| Allemagne espoirs \| + 3 s \| \| 6e \| Ilan Van Wilder \| Belgique \| Belgique espoirs \| + 3 s \| \| 7e \| Samuele Battistella \| Italie \| Italie espoirs \| + 11 s \| \| 8e \| Tobias Foss \| Norvège \| Norvège espoirs \| + 11 s \| \| 9e \| Morten Hulgaard \| Danemark \| Danemark espoirs \| + 23 s \| \| 10e \| Urko Berrade \| Espagne \| Espagne espoirs \| + 23 s \| |                     |            |                    |                 |
| |                     |            |                    |                 |
| |                     |            |                    |                 |
| Classement de l'étape |                     |            |                    |                 |
| Coureur | Coureur             | Pays       | Équipe             | Temps           |
| 1er | Stefan Bissegger    | Suisse     | Suisse espoirs     | 2 h 55 min 47 s |
| 2e | Kaden Groves        | Australie  | Australie espoirs  | + 0 s           |
| 3e | Matteo Jorgenson    | États-Unis | États-Unis espoirs | + 1 s           |
| 4e | Tobias Bayer        | Autriche   | Autriche espoirs   | + 1 s           |
| 5e | Jonas Rutsch        | Allemagne  | Allemagne espoirs  | + 3 s           |
| 6e | Ilan Van Wilder     | Belgique   | Belgique espoirs   | + 3 s           |
| 7e | Samuele Battistella | Italie     | Italie espoirs     | + 11 s          |
| 8e | Tobias Foss         | Norvège    | Norvège espoirs    | + 11 s          |
| 9e | Morten Hulgaard     | Danemark   | Danemark espoirs   | + 23 s          |
| 10e | Urko Berrade        | Espagne    | Espagne espoirs    | + 23 s          |

| \| Classement général \| Classement général \| Classement général \| Classement général \| Classement général \| \| Coureur \| Coureur \| Pays \| Équipe \| Temps \| \| ------------------ \| ------------------- \| ------------------ \| ----------------------- \| ------------------ \| \| 1er \| Giovanni Aleotti \| Italie \| Italie espoirs \| 18 h 38 min 34 s \| \| 2e \| Tobias Foss \| Norvège \| Norvège espoirs \| + 5 s \| \| 3e \| Damian Lüscher \| Suisse \| Suisse espoirs \| + 18 s \| \| 4e \| Stefan Bissegger \| Suisse \| Suisse espoirs \| + 26 s \| \| 5e \| Samuele Battistella \| Italie \| Italie espoirs \| + 30 s \| \| 6e \| Matteo Jorgenson \| États-Unis \| États-Unis espoirs \| + 34 s \| \| 7e \| Tom Pidcock \| Royaume-Uni \| Grande-Bretagne espoirs \| + 43 s \| \| 8e \| Jonas Rutsch \| Allemagne \| Allemagne espoirs \| + 57 s \| \| 9e \| Ilan Van Wilder \| Belgique \| Belgique espoirs \| + 1 min 00 s \| \| 10e \| Mauri Vansevenant \| Belgique \| Belgique espoirs \| + 1 min 20 s \| |                     |             |                         |                  |
| |                     |             |                         |                  |
| |                     |             |                         |                  |
| Classement général |                     |             |                         |                  |
| Coureur | Coureur             | Pays        | Équipe                  | Temps            |
| 1er | Giovanni Aleotti    | Italie      | Italie espoirs          | 18 h 38 min 34 s |
| 2e | Tobias Foss         | Norvège     | Norvège espoirs         | + 5 s            |
| 3e | Damian Lüscher      | Suisse      | Suisse espoirs          | + 18 s           |
| 4e | Stefan Bissegger    | Suisse      | Suisse espoirs          | + 26 s           |
| 5e | Samuele Battistella | Italie      | Italie espoirs          | + 30 s           |
| 6e | Matteo Jorgenson    | États-Unis  | États-Unis espoirs      | + 34 s           |
| 7e | Tom Pidcock         | Royaume-Uni | Grande-Bretagne espoirs | + 43 s           |
| 8e | Jonas Rutsch        | Allemagne   | Allemagne espoirs       | + 57 s           |
| 9e | Ilan Van Wilder     | Belgique    | Belgique espoirs        | + 1 min 00 s     |
| 10e | Mauri Vansevenant   | Belgique    | Belgique espoirs        | + 1 min 20 s     |

### 7eétape
| \| Classement de l'étape \| Classement de l'étape \| Classement de l'étape \| Classement de l'étape \| Classement de l'étape \| \| Coureur \| Coureur \| Pays \| Équipe \| Temps \| \| --------------------- \| --------------------- \| --------------------- \| --------------------- \| --------------------- \| \| 1er \| Harold Tejada \| Colombie \| Colombie espoirs \| 2 h 52 min 32 s \| \| 2e \| Mauri Vansevenant \| Belgique \| Belgique espoirs \| + 0 s \| \| 3e \| Clément Champoussin \| France \| France espoirs \| + 18 s \| \| 4e \| Sylvain Moniquet \| Belgique \| Belgique espoirs \| + 35 s \| \| 5e \| Samuele Battistella \| Italie \| Italie espoirs \| + 2 min 05 s \| \| 6e \| Matteo Jorgenson \| États-Unis \| États-Unis espoirs \| + 2 min 05 s \| \| 7e \| Giovanni Aleotti \| Italie \| Italie espoirs \| + 2 min 05 s \| \| 8e \| Ilan Van Wilder \| Belgique \| Belgique espoirs \| + 2 min 05 s \| \| 9e \| Urko Berrade \| Espagne \| Espagne espoirs \| + 2 min 05 s \| \| 10e \| Tobias Foss \| Norvège \| Norvège espoirs \| + 2 min 05 s \| |                     |            |                    |                 |
| |                     |            |                    |                 |
| |                     |            |                    |                 |
| Classement de l'étape |                     |            |                    |                 |
| Coureur | Coureur             | Pays       | Équipe             | Temps           |
| 1er | Harold Tejada       | Colombie   | Colombie espoirs   | 2 h 52 min 32 s |
| 2e | Mauri Vansevenant   | Belgique   | Belgique espoirs   | + 0 s           |
| 3e | Clément Champoussin | France     | France espoirs     | + 18 s          |
| 4e | Sylvain Moniquet    | Belgique   | Belgique espoirs   | + 35 s          |
| 5e | Samuele Battistella | Italie     | Italie espoirs     | + 2 min 05 s    |
| 6e | Matteo Jorgenson    | États-Unis | États-Unis espoirs | + 2 min 05 s    |
| 7e | Giovanni Aleotti    | Italie     | Italie espoirs     | + 2 min 05 s    |
| 8e | Ilan Van Wilder     | Belgique   | Belgique espoirs   | + 2 min 05 s    |
| 9e | Urko Berrade        | Espagne    | Espagne espoirs    | + 2 min 05 s    |
| 10e | Tobias Foss         | Norvège    | Norvège espoirs    | + 2 min 05 s    |

| \| Classement général \| Classement général \| Classement général \| Classement général \| Classement général \| \| Coureur \| Coureur \| Pays \| Équipe \| Temps \| \| ------------------ \| ------------------- \| ------------------ \| ------------------ \| ------------------ \| \| 1er \| Mauri Vansevenant \| Belgique \| Belgique espoirs \| 21 h 32 min 26 s \| \| 2e \| Giovanni Aleotti \| Italie \| Italie espoirs \| + 45 s \| \| 3e \| Tobias Foss \| Norvège \| Norvège espoirs \| + 50 s \| \| 4e \| Samuele Battistella \| Italie \| Italie espoirs \| + 1 min 15 s \| \| 5e \| Matteo Jorgenson \| États-Unis \| États-Unis espoirs \| + 1 min 19 s \| \| 6e \| Ilan Van Wilder \| Belgique \| Belgique espoirs \| + 1 min 45 s \| \| 7e \| Clément Champoussin \| France \| France espoirs \| + 2 min 06 s \| \| 8e \| Urko Berrade \| Espagne \| Espagne espoirs \| + 2 min 50 s \| \| 9e \| Georg Zimmermann \| Allemagne \| Allemagne espoirs \| + 3 min 02 s \| \| 10e \| Sylvain Moniquet \| Belgique \| Belgique espoirs \| + 3 min 06 s \| |                     |            |                    |                  |
| |                     |            |                    |                  |
| |                     |            |                    |                  |
| Classement général |                     |            |                    |                  |
| Coureur | Coureur             | Pays       | Équipe             | Temps            |
| 1er | Mauri Vansevenant   | Belgique   | Belgique espoirs   | 21 h 32 min 26 s |
| 2e | Giovanni Aleotti    | Italie     | Italie espoirs     | + 45 s           |
| 3e | Tobias Foss         | Norvège    | Norvège espoirs    | + 50 s           |
| 4e | Samuele Battistella | Italie     | Italie espoirs     | + 1 min 15 s     |
| 5e | Matteo Jorgenson    | États-Unis | États-Unis espoirs | + 1 min 19 s     |
| 6e | Ilan Van Wilder     | Belgique   | Belgique espoirs   | + 1 min 45 s     |
| 7e | Clément Champoussin | France     | France espoirs     | + 2 min 06 s     |
| 8e | Urko Berrade        | Espagne    | Espagne espoirs    | + 2 min 50 s     |
| 9e | Georg Zimmermann    | Allemagne  | Allemagne espoirs  | + 3 min 02 s     |
| 10e | Sylvain Moniquet    | Belgique   | Belgique espoirs   | + 3 min 06 s     |

### 8eétape
| \| Classement de l'étape \| Classement de l'étape \| Classement de l'étape \| Classement de l'étape \| Classement de l'étape \| \| Coureur \| Coureur \| Pays \| Équipe \| Temps \| \| --------------------- \| --------------------- \| --------------------- \| --------------------- \| --------------------- \| \| 1er \| Alexander Evans \| Australie \| Australie espoirs \| 1 h 05 min 39 s \| \| 2e \| Michel Ries \| Luxembourg \| Luxembourg espoirs \| + 12 s \| \| 3e \| Clément Champoussin \| France \| France espoirs \| + 24 s \| \| 4e \| Matteo Jorgenson \| États-Unis \| États-Unis espoirs \| + 36 s \| \| 5e \| Tobias Foss \| Norvège \| Norvège espoirs \| + 42 s \| \| 6e \| Jhojan García \| Colombie \| Colombie espoirs \| + 1 min 04 s \| \| 7e \| Jon Agirre \| Espagne \| Espagne espoirs \| + 1 min 23 s \| \| 8e \| Ilan Van Wilder \| Belgique \| Belgique espoirs \| + 1 min 25 s \| \| 9e \| Giovanni Aleotti \| Italie \| Italie espoirs \| + 1 min 28 s \| \| 10e \| Nicolas Prodhomme \| France \| France espoirs \| + 1 min 40 s \| |                     |            |                    |                 |
| |                     |            |                    |                 |
| |                     |            |                    |                 |
| Classement de l'étape |                     |            |                    |                 |
| Coureur | Coureur             | Pays       | Équipe             | Temps           |
| 1er | Alexander Evans     | Australie  | Australie espoirs  | 1 h 05 min 39 s |
| 2e | Michel Ries         | Luxembourg | Luxembourg espoirs | + 12 s          |
| 3e | Clément Champoussin | France     | France espoirs     | + 24 s          |
| 4e | Matteo Jorgenson    | États-Unis | États-Unis espoirs | + 36 s          |
| 5e | Tobias Foss         | Norvège    | Norvège espoirs    | + 42 s          |
| 6e | Jhojan García       | Colombie   | Colombie espoirs   | + 1 min 04 s    |
| 7e | Jon Agirre          | Espagne    | Espagne espoirs    | + 1 min 23 s    |
| 8e | Ilan Van Wilder     | Belgique   | Belgique espoirs   | + 1 min 25 s    |
| 9e | Giovanni Aleotti    | Italie     | Italie espoirs     | + 1 min 28 s    |
| 10e | Nicolas Prodhomme   | France     | France espoirs     | + 1 min 40 s    |

| \| Classement général \| Classement général \| Classement général \| Classement général \| Classement général \| \| Coureur \| Coureur \| Pays \| Équipe \| Temps \| \| ------------------ \| ------------------- \| ------------------ \| ------------------ \| ------------------ \| \| 1er \| Tobias Foss \| Norvège \| Norvège espoirs \| 22 h 39 min 37 s \| \| 2e \| Matteo Jorgenson \| États-Unis \| États-Unis espoirs \| + 23 s \| \| 3e \| Giovanni Aleotti \| Italie \| Italie espoirs \| + 41 s \| \| 4e \| Clément Champoussin \| France \| France espoirs \| + 58 s \| \| 5e \| Ilan Van Wilder \| Belgique \| Belgique espoirs \| + \| |                     |            |                    |                  |
| |                     |            |                    |                  |
| |                     |            |                    |                  |
| Classement général |                     |            |                    |                  |
| Coureur | Coureur             | Pays       | Équipe             | Temps            |
| 1er | Tobias Foss         | Norvège    | Norvège espoirs    | 22 h 39 min 37 s |
| 2e | Matteo Jorgenson    | États-Unis | États-Unis espoirs | + 23 s           |
| 3e | Giovanni Aleotti    | Italie     | Italie espoirs     | + 41 s           |
| 4e | Clément Champoussin | France     | France espoirs     | + 58 s           |
| 5e | Ilan Van Wilder     | Belgique   | Belgique espoirs   | +                |

### 9eétape
| \| Classement de l'étape \| Classement de l'étape \| Classement de l'étape \| Classement de l'étape \| Classement de l'étape \| \| Coureur \| Coureur \| Pays \| Équipe \| Temps \| \| --------------------- \| --------------------- \| --------------------- \| --------------------- \| --------------------- \| \| 1er \| Attila Valter \| Hongrie \| Hongrie espoirs \| \| \| 2e \| Tobias Foss \| Norvège \| Norvège espoirs \| + 15 s \| \| 3e \| Georg Zimmermann \| Allemagne \| Allemagne espoirs \| + 32 s \| \| 4e \| Giovanni Aleotti \| Italie \| Italie espoirs \| + 44 s \| \| 5e \| Ilan Van Wilder \| Belgique \| Belgique espoirs \| + 1 min 10 s \| |                  |           |                   |              |
| |                  |           |                   |              |
| |                  |           |                   |              |
| Classement de l'étape |                  |           |                   |              |
| Coureur | Coureur          | Pays      | Équipe            | Temps        |
| 1er | Attila Valter    | Hongrie   | Hongrie espoirs   |              |
| 2e | Tobias Foss      | Norvège   | Norvège espoirs   | + 15 s       |
| 3e | Georg Zimmermann | Allemagne | Allemagne espoirs | + 32 s       |
| 4e | Giovanni Aleotti | Italie    | Italie espoirs    | + 44 s       |
| 5e | Ilan Van Wilder  | Belgique  | Belgique espoirs  | + 1 min 10 s |

| \| Classement général \| Classement général \| Classement général \| Classement général \| Classement général \| \| Coureur \| Coureur \| Pays \| Équipe \| Temps \| \| ------------------ \| ------------------- \| ------------------ \| ------------------ \| ------------------ \| \| 1er \| Tobias Foss \| Norvège \| Norvège espoirs \| \| \| 2e \| Giovanni Aleotti \| Italie \| Italie espoirs \| + 1 min 10 s \| \| 3e \| Ilan Van Wilder \| Belgique \| Belgique espoirs \| + \| \| 4e \| Clément Champoussin \| France \| France espoirs \| + \| \| 5e \| Samuele Battistella \| Italie \| Italie espoirs \| + \| |                     |          |                  |              |
| |                     |          |                  |              |
| |                     |          |                  |              |
| Classement général |                     |          |                  |              |
| Coureur | Coureur             | Pays     | Équipe           | Temps        |
| 1er | Tobias Foss         | Norvège  | Norvège espoirs  |              |
| 2e | Giovanni Aleotti    | Italie   | Italie espoirs   | + 1 min 10 s |
| 3e | Ilan Van Wilder     | Belgique | Belgique espoirs | +            |
| 4e | Clément Champoussin | France   | France espoirs   | +            |
| 5e | Samuele Battistella | Italie   | Italie espoirs   | +            |

### 10eétape
| \| Classement de l'étape \| Classement de l'étape \| Classement de l'étape \| Classement de l'étape \| Classement de l'étape \| \| Coureur \| Coureur \| Pays \| Équipe \| Temps \| \| --------------------- \| --------------------- \| --------------------- \| --------------------- \| --------------------- \| \| 1er \| Alexander Cepeda \| Équateur \| Équateur espoirs \| \| \| 2e \| Michel Ries \| Luxembourg \| Luxembourg espoirs \| + 27 s \| \| 3e \| Iñigo Elosegui \| Espagne \| Espagne espoirs \| + 34 s \| \| 4e \| Jacob Hindsgaul \| Danemark \| Danemark espoirs \| + 42 s \| \| 5e \| Biniam Girmay \| Érythrée \| Érythrée espoirs \| + 1 min 10 s \| |                  |            |                    |              |
| |                  |            |                    |              |
| |                  |            |                    |              |
| Classement de l'étape |                  |            |                    |              |
| Coureur | Coureur          | Pays       | Équipe             | Temps        |
| 1er | Alexander Cepeda | Équateur   | Équateur espoirs   |              |
| 2e | Michel Ries      | Luxembourg | Luxembourg espoirs | + 27 s       |
| 3e | Iñigo Elosegui   | Espagne    | Espagne espoirs    | + 34 s       |
| 4e | Jacob Hindsgaul  | Danemark   | Danemark espoirs   | + 42 s       |
| 5e | Biniam Girmay    | Érythrée   | Érythrée espoirs   | + 1 min 10 s |

## Classements finals

### Classement général
| \| Classement général \| Classement général \| Classement général \| Classement général \| Classement général \| \| Coureur \| Coureur \| Pays \| Équipe \| Temps \| \| ------------------ \| ------------------- \| ------------------ \| ------------------ \| ------------------ \| \| 1er \| Tobias Foss \| Norvège \| Norvège espoirs \| 27 h 30 min 09 s \| \| 2e \| Giovanni Aleotti \| Italie \| Italie espoirs \| + 1 min 19 s \| \| 3e \| Ilan Van Wilder \| Belgique \| Belgique espoirs \| + 2 min 34 s \| \| 4e \| Clément Champoussin \| France \| France espoirs \| + 3 min 05 s \| \| 5e \| Georg Zimmermann \| Allemagne \| Allemagne espoirs \| + 3 min 48 s \| \| 6e \| Mauri Vansevenant \| Belgique \| Belgique espoirs \| + 6 min 55 s \| \| 7e \| Michel Ries \| Luxembourg \| Luxembourg espoirs \| + 7 min 05 s \| \| 8e \| Jhojan García \| Colombie \| Colombie espoirs \| + 10 min 48 s \| \| 9e \| Alexander Cepeda \| Équateur \| Équateur espoirs \| + 12 min 27 s \| \| 10e \| Lars van den Berg \| Pays-Bas \| Pays-Bas espoirs \| + 13 min 29 s \| |                     |            |                    |                  |
| |                     |            |                    |                  |
| Source : ProCyclingStats |                     |            |                    |                  |
| Classement général |                     |            |                    |                  |
| Coureur | Coureur             | Pays       | Équipe             | Temps            |
| 1er | Tobias Foss         | Norvège    | Norvège espoirs    | 27 h 30 min 09 s |
| 2e | Giovanni Aleotti    | Italie     | Italie espoirs     | + 1 min 19 s     |
| 3e | Ilan Van Wilder     | Belgique   | Belgique espoirs   | + 2 min 34 s     |
| 4e | Clément Champoussin | France     | France espoirs     | + 3 min 05 s     |
| 5e | Georg Zimmermann    | Allemagne  | Allemagne espoirs  | + 3 min 48 s     |
| 6e | Mauri Vansevenant   | Belgique   | Belgique espoirs   | + 6 min 55 s     |
| 7e | Michel Ries         | Luxembourg | Luxembourg espoirs | + 7 min 05 s     |
| 8e | Jhojan García       | Colombie   | Colombie espoirs   | + 10 min 48 s    |
| 9e | Alexander Cepeda    | Équateur   | Équateur espoirs   | + 12 min 27 s    |
| 10e | Lars van den Berg   | Pays-Bas   | Pays-Bas espoirs   | + 13 min 29 s    |

| Classement par points | Classement par points | Classement par points | Classement par points | Classement par points |
| Coureur               | Coureur               | Pays                  | Équipe                | Points                |
| --------------------- | --------------------- | --------------------- | --------------------- | --------------------- |

| Classement par points | Classement par points | Classement par points | Classement par points | Classement par points |
| Coureur               | Coureur               | Pays                  | Équipe                | Points                |
| --------------------- | --------------------- | --------------------- | --------------------- | --------------------- |

| Classement de la montagne | Classement de la montagne | Classement de la montagne | Classement de la montagne | Classement de la montagne |
| Coureur                   | Coureur                   | Pays                      | Équipe                    | Points                    |
| ------------------------- | ------------------------- | ------------------------- | ------------------------- | ------------------------- |

| Classement de la montagne | Classement de la montagne | Classement de la montagne | Classement de la montagne | Classement de la montagne |
| Coureur                   | Coureur                   | Pays                      | Équipe                    | Points                    |
| ------------------------- | ------------------------- | ------------------------- | ------------------------- | ------------------------- |

### Classement par équipes
| Classement par équipes | Classement par équipes | Classement par équipes | Classement par équipes |
| Équipe                 | Équipe                 | Pays                   | Temps                  |
| ---------------------- | ---------------------- | ---------------------- | ---------------------- |

## Évolution des classements
| Étape              | Vainqueur          | Classement général | Classement par points | Classement de la montagne | Classement par équipes | Prix de la combativité |
| ------------------ | ------------------ | ------------------ | --------------------- | ------------------------- | ---------------------- | ---------------------- |
| 1                  | Mathias Norsgaard  | Mathias Norsgaard  | Mathias Norsgaard     | Žiga Horvat               | Danemark               | Mathias Norsgaard      |
| 2                  | Suisse espoirs     | Mathias Norsgaard  | Mathias Norsgaard     | Žiga Horvat               | Danemark               | Non-décerné            |
| 3                  | Ethan Hayter       | Tobias Foss        | Mathias Norsgaard     | Thomas Acosta             | Italie                 | Stuart Balfour         |
| 4                  | Fred Wright        | Simon Guglielmi    | Mathias Norsgaard     | Giovanni Aleotti          | Italie                 | Simon Guglielmi        |
| 5                  | Ben Healy          | Simon Guglielmi    | Thomas Pidcock        | Giovanni Aleotti          | Italie                 | Ben Healy              |
| 6                  | Stefan Bissegger   | Giovanni Aleotti   | Thomas Pidcock        | Giovanni Aleotti          | Italie                 | Morten Hulgaard        |
| 7                  | Harold Tejada      | Mauri Vansevenant  | Mathias Norsgaard     | Harold Tejada             | Belgique               | Harold Tejada          |
| 8                  | Alexander Evans    | Tobias Foss        | Matteo Jorgenson      | Giovanni Aleotti          | Belgique               | Alexander Evans        |
| 9                  | Attila Valter      | Tobias Foss        | Matteo Jorgenson      | Attila Valter             | Belgique               | Attila Valter          |
| 10                 | Alexander Cepeda   | Tobias Foss        | Matteo Jorgenson      | Jon Agirre                | Belgique               | Ide Schelling          |
| Classements finals | Classements finals | Tobias Foss        | Matteo Jorgenson      | Jon Agirre                | Belgique               |                        |